# Prezydenci miasta Jaworzno
Jaworzniccy prezydenci byli na przestrzeni lat różnie nazywani:
- Od 1900 nazywano ich: Wójtami bądź Naczelnikami gminy.
- Od 1912 – Burmistrzami.
- Od 1950 zwano ich: Przewodniczącymi Prezydium Miejskiej Rady Narodowej.
- Od 1974 – Prezydentami miasta, które jest aktualne do dziś.

## Chronologiczna tabela prezydentów miasta Jaworzno
| Lata                               | Imię Nazwisko                              | Partia lub blok partyjny     |
| ---------------------------------- | ------------------------------------------ | ---------------------------- |
| 1901–1903                          | Franciszek Schattanek bądź Szatanek        |                              |
| 1903–190                           | Władysław Wendt                            |                              |
| 1906–1907                          | Antoni Jeleń                               |                              |
| 1908–1909                          | Wawrzyniec Brożek                          |                              |
| 1910–1912                          | Władysław Broniowski                       |                              |
| 1912–1937                          | Franciszek Racek (też: Raček czyt. Raczek) |                              |
| 1937–1939                          | Józef Dudzik                               |                              |
| 1939–1940                          | Jan Nosal                                  |                              |
| 1940–1945                          | August Reder                               |                              |
| 25 stycznia – 9 marca 1945         | Stanisław Stolarczyk                       | Polska Partia Socjalistyczna |
| 9 marca – 15 grudnia 1945          | Teofil Odrzywołek                          |                              |
| 1945–1946                          | Stanisław Strycharski                      |                              |
| 1946 – 24 maja 1949                | Teofil Odrzywołek                          |                              |
| 1949–1950                          | Józef Kawala                               |                              |
| 1950–1953                          | Edward Sadowski                            |                              |
| 1953–1956                          | Edward Krzyszkowski                        |                              |
| 1956–1960                          | Józef Micherda                             |                              |
| 1960–1965                          | Józef Ćwik                                 |                              |
| 1965–1973                          | Aleksander Wójcik                          |                              |
| 1973–1975                          | Jan Gluza                                  | PZPR                         |
| 10 czerwca 1975 – październik 1979 | Leszek Jagodyński                          |                              |
| 1979–1982                          | Marian Skalski                             |                              |
| 1982–1990                          | Józef Cichowski                            |                              |
| 1990–1998                          | Andrzej Węglarz                            |                              |
| 1998–2002                          | Marian Tarabuła                            |                              |
| 2002–nadal                         | Paweł Silbert                              | Jaworzno Moje Miasto         |